# Feldkommandostelle Hochwald
Feldkommandostelle Hochwald of Schwarzschanze genaamd was de codenaam van het hoofdkwartier van Heinrich Himmler in Pozezdrze. Het bestond tussen 1941 tot 1945, en was ongeveer 20 kilometer ten oostelijk van het Führerhauptquartier Wolfsschanze gelegen.

## Geschiedenis
In 1941 kort voor Operatie Barbarossa, begon de bouw van het veldcommandopost voor de SS. Het werd in 1941 midden in het bos gebouwd en bestond uit tal van goed gecamoufleerde bunkers en barakken, beschermd door mijnenvelden en prikkeldraad. Toen deze veldcommandopost in 1942 te klein werd, werden verspreid in het bos 20 houten barakken gebouwd voor de 48-koppige staf. Himmlers bunker was 70 m lang en 11 m breed. Op 14 januari 1945 werden de faciliteiten voor de naderende Russische soldaten opgeblazen en grotendeels vernietigd. De overblijfselen van de veldcommandopost Hochwald liggen direct ten oosten van de weg Angerburg (hedendaags: Węgorzewo) - Lötzen (hedendaags: Giżycko).

## Externe link

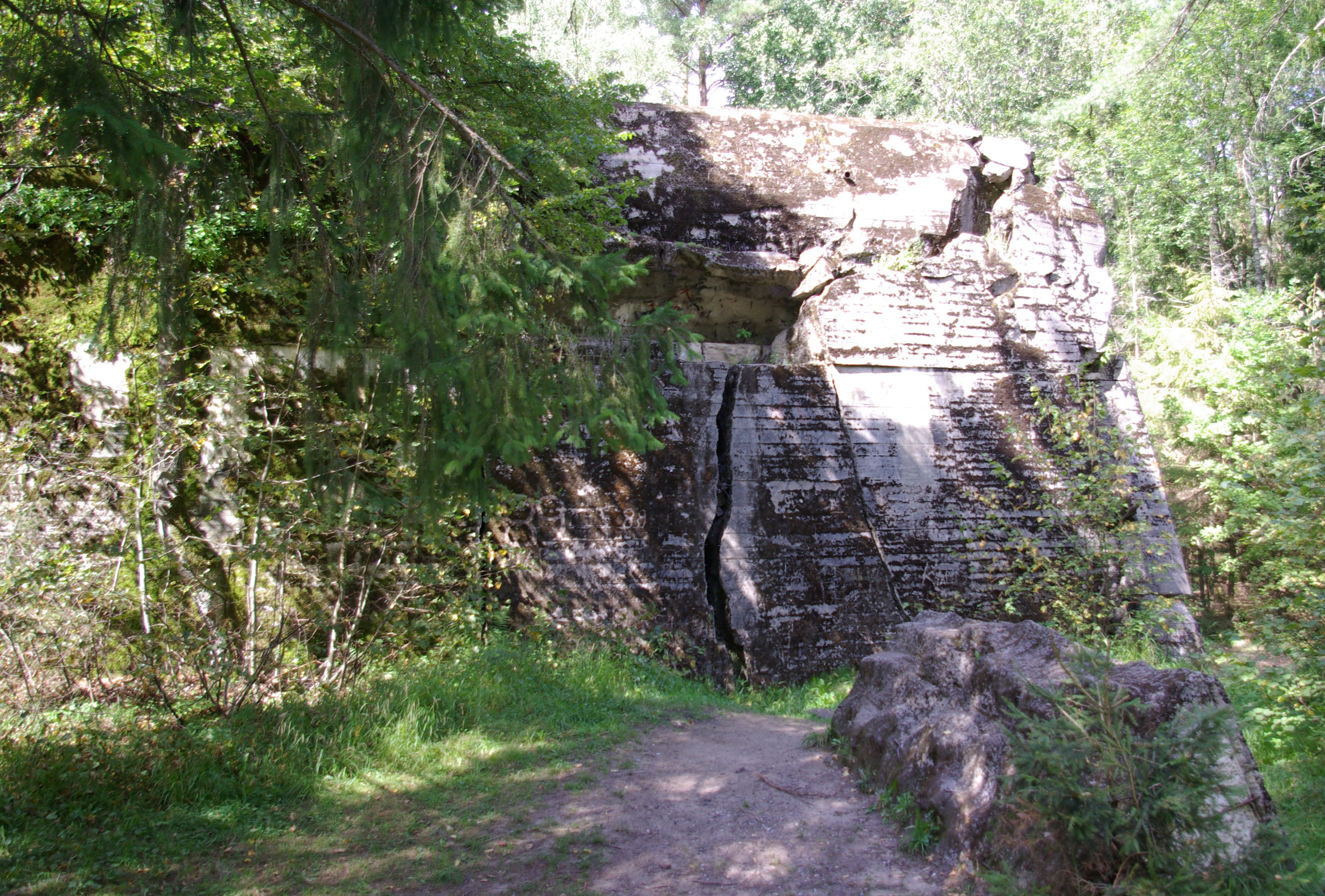
Feldkommandostelle Hochwald

## Commandanten
| Rang                                                                   | Naam               | Begin            | Eind            | Opmerking |
| ---------------------------------------------------------------------- | ------------------ | ---------------- | --------------- | --------- |
| SS-Standartenführer der Waffen-SS/SS-Oberführer der Waffen-SS          | Otto Jungkunz      | 1 september 1942 | 12 januari 1944 |           |
| SS-Obersturmbannführer der Waffen-SS/SS-Standartenführer der Waffen-SS | Josef Tiefenbacher | Februari 1944    |                 |           |

## Stafchef
| Rang                              | Naam       | Begin            | Eind            | Opmerking |
| --------------------------------- | ---------- | ---------------- | --------------- | --------- |
| SS-Standartenführer der Waffen-SS | Ernst Rode | 26 november 1942 | 1 augustus 1944 |           |

 Eerste Generale Stafofficier (Ia) 
| Rang                   | Naam             | Begin         | Eind          | Opmerking |
| ---------------------- | ---------------- | ------------- | ------------- | --------- |
| SS-Obersturmbannführer | Werner Bünnemann | November 1944 | Februari 1945 |           |